# نعمة بيت لحم
نعمة بيت لحم هي مبادرة لجمع التبرعات الخيرية بهدف مساعدة المسيحيين المضطهدين الذين يعيشون في مدينة بيت لحم والمناطق المحيطة بها. تم إطلاقها في سبتمبر 2016 من قبل الحاخام بيساش ووليكي، من مركز التفاهم والتعاون اليهودي المسيحي (CJCUC)، في مهرجان لايفلايت في سيوكس فولز داكوتا الجنوبية.

## خلفية
في عام 2015، سافر الحاخام بيساش ووليكي إلى سيوكس فولز، كجزء من جهد تعليمي لصالح CJCUC، حيث سمع عن حملة طعام محلية في معبد الإيمان. في وقت لاحق، بعد لقائه القسيس نعيم خوري من القدس، تم اتخاذ قرار بتمديد جهود المجموعة في اتجاه إطعام فقراء بيت لحم.
في مقال نشر في أيلول/ سبتمبر 2016 بعنوان "زعيم الأرجوس"، صرح ويكي بأن اليهود في كتاب موسى أمرهم الله "برعاية الغريب في وسطهم" موضحًا أن السكان المسيحيين في بيت لحم "ليسوا في بلد مثل سوريا". حيث لا يمكننا الوصول إليهم في العراق ولا يمكننا مساعدتهم". وذكر أيضًا أن الشعب اليهودي يهتم بشكل أساسي باضطهاد المسيحيين في جميع أنحاء العالم بسبب تاريخ الاضطهاد الذي عانى منه اليهود أنفسهم.
في مقابلة أجريت في سبتمبر 2018، أوضح ووليكي أهمية إنشاء «نعمة بيت لحم» قائلاً إن «أرض العهد تتطلب مسؤولية العهد».

## قراءات إضافية
- المركز اليهودي-المسيحي للتفاهم والتعاون